# Division d'Honneur 1948-1949
La Division d'Honneur 1948-1949 è stata la 46ª edizione della massima serie del campionato belga di calcio disputata tra il 5 settembre 1948 e il 29 maggio 1949 e conclusa con la vittoria del R.S.C. Anderlecht, al suo secondo titolo.

## Formula
Come nella stagione precedente le squadre partecipanti furono 16 e disputarono un turno di andata e ritorno per un totale di 30 partite.
Le ultime due classificate vennero retrocesse in Division 1.

## Classifica finale
| Pos. | Squadra                     | G  | V  | N  | P  | GF | GS | Punti |
| ---- | --------------------------- | -- | -- | -- | -- | -- | -- | ----- |
| 1    | R.S.C. Anderlecht           | 30 | 20 | 9  | 1  | 72 | 45 | 41    |
| 2    | K Berchem Sport             | 30 | 16 | 8  | 6  | 56 | 38 | 38    |
| 3    | Standard Liegi              | 30 | 17 | 9  | 4  | 57 | 48 | 38    |
| 4    | R. Charleroi S.C.           | 30 | 15 | 9  | 6  | 70 | 47 | 36    |
| 5    | K.R.C. Mechelen             | 30 | 13 | 9  | 8  | 57 | 49 | 34    |
| 6    | R. Beerschot AC             | 30 | 15 | 12 | 3  | 54 | 46 | 33    |
| 7    | KV Mechelen                 | 30 | 10 | 8  | 12 | 52 | 52 | 32    |
| 8    | R.F.C. de Liège             | 30 | 14 | 14 | 2  | 71 | 52 | 30    |
| 9    | Anversa                     | 30 | 10 | 13 | 7  | 47 | 51 | 27    |
| 10   | Racing Club Bruxelles       | 30 | 10 | 13 | 7  | 56 | 71 | 27    |
| 11   | KM Lyra                     | 30 | 9  | 13 | 8  | 45 | 67 | 26    |
| 12   | K.A.A. Gent                 | 30 | 8  | 13 | 9  | 50 | 57 | 25    |
| 13   | Tilleur FC                  | 30 | 8  | 13 | 9  | 34 | 46 | 25    |
| 14   | Olympic Charleroi           | 30 | 9  | 14 | 7  | 36 | 49 | 25    |
| 15   | K Boom FC                   | 30 | 7  | 14 | 9  | 40 | 60 | 23    |
| 16   | Royale Union Saint-Gilloise | 30 | 8  | 18 | 4  | 49 | 70 | 20    |

G = Partite giocate; V = Vittorie; N = Nulle/Pareggi; P = Perse; GF = Goal fatti; GS = Goal subiti; 